# Семенра
Семенра — давньоєгипетський фараон з XVI чи XVII династії.

## Життєпис
В Туринському царському папірусі Семенра показаний восьмим фараоном XVII династії. Його ім'я також накреслено на сокирі, що нині зберігається у лондонському музеї Пітрі.